# Färöische Fußballmeisterschaft 1987
Die Färöische Fußballmeisterschaft 1987 wurde in der 1. Deild genannten ersten färöischen Liga ausgetragen und war insgesamt die 45. Saison. Sie startete am 25. Mai 1987 und endete am 20. September 1987.
Aufsteiger VB Vágur kehrte nach fünf Jahren in die höchste Spielklasse zurück. Meister wurde TB Tvøroyri, die den Titel somit zum siebten Mal erringen konnten. Titelverteidiger GÍ Gøta landete auf dem dritten Platz. Da die Liga zur nächsten Saison auf zehn Mannschaften erweitert werden sollte, gab es in diesem Jahr keine Absteiger.
Im Vergleich zur Vorsaison verschlechterte sich die Torquote auf 3,18 pro Spiel. Den höchsten Sieg erzielte HB Tórshavn mit einem 8:0 im Heimspiel gegen VB Vágur am neunten Spieltag, was zugleich neben dem 6:2-Heimsieg von HB Tórshavn gegen KÍ Klaksvík am siebten Spieltag das torreichste Spiel darstellte.

## Modus
In der 1. Deild spielte jede Mannschaft an 14 Spieltagen jeweils zwei Mal gegen jede andere. Die punktbeste Mannschaft zu Saisonende stand als Meister dieser Liga fest. Der Abstieg wurde für dieses Jahr ausgesetzt.

## Saisonverlauf
HB Tórshavn belegte die ersten zehn Spieltage durchgängig den ersten Platz, wobei die erste Niederlage am sechsten Spieltag mit einem 0:1 im Auswärtsspiel gegen B68 Toftir kassiert wurde. Die Schlussphase verlief jedoch turbulent. Am zehnten Spieltag wurde das direkte Duell gegen den um zwei Punkte hinter HB platzierten GÍ Gøta auswärts mit 1:4 verloren, zudem konnte der Drittplatzierte TB Tvøroyri nach einem 3:0-Auswärtssieg gegen KÍ Klaksvík ebenfalls nach Punkten aufschließen. Nach der 2:3-Heimniederlage von HB am elften Spieltag gegen NSÍ Runavík ging die Spitzenposition an GÍ über, die ihrerseits zu einem 2:2-Unentschieden im Auswärtsspiel gegen LÍF Leirvík kamen, während TB bei B68 Toftir mit 0:1 verlor. Schon am nächsten Spieltag wechselte die Führung erneut, da das Heimspiel von GÍ mit 1:2 gegen VB Vágur verloren wurde und sich TB und HB im direkten Duell mit 2:2 trennten. Da HB Tórshavn jedoch auch am 13. Spieltag nicht über ein 1:1 gegen B68 Toftir hinauskam, während GÍ Gøta und TB Tvøroyri ihre Spiele jeweils gewinnen konnten, fielen sie hinter den beiden Konkurrenten auf den dritten Platz zurück. Nun war nur noch ein Spieltag zu absolvieren, doch an diesem verspielte GÍ die Meisterschaft durch eine 1:3-Auswärtsniederlage gegen NSÍ Runavík. HB konnte durch ein 1:1-Unentschieden bei KÍ Klaksvík nach Punkten gleichziehen und besaß auch die bessere Tordifferenz, der Ausgleich fiel in der 80. Minute. TB Tvøroyri genügte nun jedoch ein 0:0 im Heimspiel gegen VB Vágur, um sich auf Platz eins zu schieben.

## Abschlusstabelle
| Pl. | Verein          | Sp. | S | U | N | Tore    | Diff. | Punkte |
| --- | --------------- | --- | - | - | - | ------- | ----- | ------ |
| 1.  | TB Tvøroyri     | 14  | 7 | 4 | 3 | 026:160 | +10   | 18:10  |
| 2.  | HB Tórshavn     | 14  | 6 | 5 | 3 | 034:170 | +17   | 17:11  |
| 3.  | GÍ Gøta (M)     | 14  | 6 | 5 | 3 | 032:200 | +12   | 17:11  |
| 4.  | NSÍ Runavík (P) | 14  | 6 | 4 | 4 | 022:200 | +2    | 16:12  |
| 5.  | KÍ Klaksvík     | 14  | 2 | 8 | 4 | 019:260 | −7    | 12:16  |
| 6.  | B68 Toftir      | 14  | 3 | 6 | 5 | 014:220 | −8    | 12:16  |
| 7.  | LÍF Leirvík     | 14  | 3 | 4 | 7 | 021:300 | −9    | 10:18  |
| 8.  | VB Vágur (N)    | 14  | 1 | 8 | 5 | 010:270 | −17   | 10:18  |

Platzierungskriterien: 1. Punkte – 2. Tordifferenz – 3. geschossene Tore

| (M) | Meister des Vorjahrs           |
| (P) | Pokalsieger des Vorjahrs       |
| (N) | Neuaufsteiger aus der 2. Deild |

## Spiele und Ergebnisse
|             | B68 | GÍ  | HB  | KÍ  | LÍF | NSÍ | TB  | VB  |
| ----------- | --- | --- | --- | --- | --- | --- | --- | --- |
| B68 Toftir  |     | 2:2 | 1:0 | 0:2 | 4:1 | 0:1 | 1:0 | 0:0 |
| GÍ Gøta     | 2:2 |     | 4:1 | 3:0 | 3:2 | 4:1 | 4:0 | 1:2 |
| HB Tórshavn | 1:1 | 1:1 |     | 6:2 | 3:0 | 2:3 | 1:1 | 8:0 |
| KÍ Klaksvík | 1:1 | 0:2 | 1:1 |     | 1:1 | 2:2 | 0:3 | 3:0 |
| LÍF Leirvík | 2:0 | 2:2 | 1:4 | 2:2 |     | 1:3 | 2:3 | 2:0 |
| NSÍ Runavík | 3:0 | 3:1 | 0:2 | 2:2 | 1:2 |     | 2:0 | 1:1 |
| TB Tvøroyri | 5:0 | 2:1 | 2:2 | 0:0 | 4:3 | 3:0 |     | 0:0 |
| VB Vágur    | 2:2 | 2:2 | 0:2 | 3:3 | 0:0 | 0:0 | 0:3 |     |

## Torschützenliste
| Platz | Spieler                 | Verein  | Tore |
| ----- | ----------------------- | ------- | ---- |
| 1     | Símun Petur Justinussen | GÍ Gøta | 12   |

Dies war nach 1985 und 1986 der dritte Titel für Símun Petur Justinussen.

## Trainer
| Mannschaft  | Trainer              | Spieltage |
| ----------- | -------------------- | --------- |
| B68 Toftir  | Svend Åge Strandholm | 01–14     |
| GÍ Gøta     | Ole Skoubo           | 01–14     |
| HB Tórshavn | Jóhan Nielsen        | 01–14     |
| KÍ Klaksvík | Steffen Petersen     | 01–14     |
| LÍF Leirvík | Ron Corbett          | 01–14     |
| NSÍ Runavík | Poli Justinussen     | 01–14     |
| TB Tvøroyri | Egill SteinÞórsson   | 01–14     |
| VB Vágur    | unbekannt            | 01–14     |

Während der gesamten Saison gab es abgesehen vom unklaren Status bei VB Vágur keine Trainerwechsel.

## Spielstätten
In Klammern sind bei mehreren aufgeführten Stadien die Anzahl der dort ausgetragenen Spiele angegeben.
| Mannschaft  | Stadion         | Spielort   |
| ----------- | --------------- | ---------- |
| B68 Toftir  | Svangaskarð (6) | Toftir     |
| B68 Toftir  | Við Løkin (1)   | Runavík    |
| GÍ Gøta     | Sarpugerði      | Norðragøta |
| HB Tórshavn | Gundadalur      | Tórshavn   |
| KÍ Klaksvík | Við Djúpumýrar  | Klaksvík   |
| LÍF Leirvík | Uppi á Brekku   | Leirvík    |
| NSÍ Runavík | Við Løkin       | Runavík    |
| TB Tvøroyri | Sevmýri         | Tvøroyri   |
| VB Vágur    | Á Eiðinum       | Vágur      |

## Schiedsrichter
Folgende Schiedsrichter, darunter einer aus Dänemark, leiteten die 56 Erstligaspiele:
| Name                    | Stammverein            | Spiele |
| ----------------------- | ---------------------- | ------ |
| Petur Erhard Kjærbo     | SÍ Sumba               | 09     |
| Baldvin Baldvinsson     | B36 Tórshavn           | 07     |
| Kim Ejdesgaard          | Fram Tórshavn          | 05     |
| Niklas á Líðarenda      | GÍ Gøta                | 05     |
| Jákup Fr. Joensen       | GÍ Gøta                | 04     |
| Herman Midjord          | ÍF Fuglafjørður        | 04     |
| Øssur Mohr              | ÍF Fuglafjørður        | 04     |
| Nemus Napoleon Djurhuus | HB Tórshavn            | 03     |
| John Eysturoy           | HB Tórshavn            | 03     |
| Egga Jensen             | HB Tórshavn            | 03     |
| Sjúrður Norðbúð         | B36 Tórshavn           | 03     |
| Magnus Fuglø            | B36 Tórshavn           | 02     |
| Sólbjørn Mortensen      | HB Tórshavn            | 02     |
| Hans Henrik Bøttger     | Fram Tórshavn/Dänemark | 01     |
| Jóhan Carl Dam          | HB Tórshavn            | 01     |

## Die Meistermannschaft
In Klammern sind die Anzahl der Einsätze sowie die dabei erzielten Tore genannt. Aufgrund unvollständiger Daten fehlen drei Tore in der Auflistung.
| 1. | TB Tvøroyri |
|    | Bent Albinus (8/1) \| Birgir Dimon (11/1) \| Tórður Holm (7/0) \| Ingolfur Ingolfsson (11/2) \| Pól F. Joensen (13/1) \| Jón Johannesen (13/1) \| Oluf Mortensen (3/0) \| Torfinn Mortensen (7/0) \| Kári Niclasen (13/1) \| Jóhan Petur Olgarsson (13/2) \| Magni Petersen (14/1) \| Niels Gunnar Petersen (11/2) \| John Rødgaard (9/1) \| Egill Steinþórsson (13/8) \| Per Strøm (14/0) \| Henrik Thomsen (5/2) ohne Einsatz: Jóhann Hermannsson, Dan Egil Midjord, Ásmund Nolsøe, Sigvald Steinkross - Trainer: Egill SteinÞórsson |

## Nationaler Pokal
Im Landespokal gewann HB Tórshavn mit 3:0 im Wiederholungsspiel gegen Zweitligist ÍF Fuglafjørður. Meister TB Tvøroyri schied im Halbfinale mit 0:2 und 1:0 gegen HB Tórshavn aus.